# Antilliaanse fluitkikkers
Antilliaanse fluitkikkers (Eleutherodactylus) zijn een geslacht van kikkers uit de familie Eleutherodactylidae.
De wetenschappelijke naam van het geslacht werd in 1841 voorgesteld door André Marie Constant Duméril & Gabriel Bibron. Het geslacht werd lange tijd in de familie fluitkikkers (Leptodactylidae) geplaatst, en later in de Brachycephalidae. De wetenschappelijke naam Eleutherodactylus is afgeleid van het Oudgrieks ἐλεύθερος (eleutheros), 'vrij' en δάκτυλος (daktulos), 'teen'.
De meeste soorten worden niet langer dan 4 centimeter. De mannetjes maken ondanks de geringe lengte een enorm kabaal met de kwaakblaas, voornamelijk in de paartijd. Een groot aantal soorten produceert een fluitachtige lokroep, die kilometers ver te horen is. Niet alle soorten kunnen dergelijke geluiden maken. Enkele Antilliaanse fluitkikkers zijn uitgezet in streken waar ze van nature niet voorkomen. Ze worden hier soms beschouwd als een invasieve soort en worden gezien als een plaagsoort. De kikkers beconcurreren de lokale soorten en brengen ziektes over.
De Antilliaanse fluitkikkers lijken uiterlijk op boomkikkers (Hylidae). Ze zijn klein en hebben een gladde huid. Tussen de tenen aan de achterpoten zijn vaak zwemvliezen aanwezig. De vingers en tenen dragen hechtschijfjes zodat de fluitkikkers goed kunnen klimmen. Het zijn erg actieve diertjes en sommige soorten hebben een enorme verspreidingsdichtheid tot wel 20.000 exemplaren per hectare.
Met de twee soorten die in 2021 als nieuw aan het geslacht van de Antilliaanse fluitkikkers werden toegevoegd, telt het 204 soorten, en er worden nog regelmatig nieuwe soorten beschreven.
De soorten uit dit geslacht worden nog weleens per ongeluk geïmporteerd omdat sommige soorten de eieren aan (gekweekte) planten vastmaken.

## Soorten
- Soort Eleutherodactylus abbotti Cochran, 1923
- Soort Eleutherodactylus acmonis Schwartz, 1960
- Soort Eleutherodactylus adelus Díaz, Cadiz & Hedges, 2003
- Soort Eleutherodactylus albipes Barbour & Shreve, 1937
- Soort Eleutherodactylus albolabris (Taylor, 1943)
- Soort Eleutherodactylus alcoae Schwartz, 1971
- Soort Eleutherodactylus alticola Lynn, 1937
- Soort Eleutherodactylus amadeus Hedges, Thomas & Franz, 1987
- Soort Eleutherodactylus amplinympha Kaiser, Green & Schmid, 1994
- Soort Eleutherodactylus andrewsi Lynn, 1937
- Soort Eleutherodactylus angustidigitorum (Taylor, 1940)
- Soort Eleutherodactylus antillensis (Reinhardt & Lütken, 1863)
- Soort Eleutherodactylus aporostegus Schwartz, 1965
- Soort Eleutherodactylus apostates Schwartz, 1973
- Soort Eleutherodactylus armstrongi Noble & Hassler, 1933
- Soort Eleutherodactylus atkinsi Dunn, 1925
- Soort Eleutherodactylus audanti Cochran, 1934
- Soort Eleutherodactylus auriculatoides Noble, 1923
- Soort Eleutherodactylus auriculatus (Cope, 1862)
- Soort Eleutherodactylus bakeri Cochran, 1935
- Soort Eleutherodactylus barlagnei Lynch, 1965
- Soort Eleutherodactylus bartonsmithi Schwartz, 1960
- Soort Eleutherodactylus beguei Díaz &Hedges, 2015
- Soort Eleutherodactylus blairhedgesi Estrada, Díaz & Rodriguez, 1998
- Soort Eleutherodactylus bothroboans Schwartz, 1965
- Soort Eleutherodactylus bresslerae Schwartz, 1960
- Soort Eleutherodactylus brevirostris Shreve, 1936
- Soort Eleutherodactylus brittoni Schmidt, 1920
- Soort Eleutherodactylus campi (Stejneger, 1915)
- Soort Eleutherodactylus caribe Hedges & Thomas, 1992
- Soort Eleutherodactylus casparii Dunn, 1926
- Soort Eleutherodactylus cattus Rodriguez, Dugo-Cota, Montero-Mendieta, Gonzalez-Voyer, Alonso Bosch, Vences & Vilà, 2017
- Soort Eleutherodactylus cavernicola Lynn, 1954
- Soort Eleutherodactylus chlorophenax Schwartz, 1976
- Soort Eleutherodactylus cochranae Grant, 1932
- Soort Eleutherodactylus colimotl Grünwald, Reyes-Velasco, Franz-Chávez, Morales-Flores, Ahumada-Carrillo, Jones & Boissinot, 2018
- Soort Eleutherodactylus cooki Grant, 1932
- Soort Eleutherodactylus coqui Thomas, 1966
- Soort Eleutherodactylus corona Hedges & Thomas, 1992
- Soort Eleutherodactylus counouspeus Schwartz, 1964
- Soort Eleutherodactylus cubanus Barbour, 1942
- Soort Eleutherodactylus cundalli Dunn, 1926
- Soort Eleutherodactylus cuneatus (Cope, 1862)
- Soort Eleutherodactylus cystignathoides (Cope, 1877)
- Soort Eleutherodactylus darlingtoni Cochran, 1935
- Soort Eleutherodactylus dennisi (Lynch, 1970)
- Soort Eleutherodactylus dilatus (Davis & Dixon, 1955)
- Soort Eleutherodactylus dimidiatus (Cope, 1862)
- Soort Eleutherodactylus diplasius Schwartz, 1973
- Soort Eleutherodactylus dolomedes Hedges & Thomas, 1992
- Soort Eleutherodactylus eileenae Dunn, 1926
- Soort Eleutherodactylus emiliae Dunn, 1926
- Soort Eleutherodactylus eneidae Rivero, 1959
- Soort Eleutherodactylus erendirae Grünwald, Reyes-Velasco, Franz-Chávez, Morales-Flores, Ahumada-Carrillo, Jones & Boissinot, 2018
- Soort Eleutherodactylus erythrochomus Palacios-Aguilar & Santos-Bibiano, 2020
- Soort Eleutherodactylus erythroproctus Schwartz, 1960
- Soort Eleutherodactylus etheridgei Schwartz, 1958
- Soort Eleutherodactylus eunaster Schwartz, 1973
- Soort Eleutherodactylus feichtingeri Díaz, Hedges & Schmid, 2012
- Soort Eleutherodactylus flavescens Noble, 1923
- Soort Eleutherodactylus floresvillelai Grünwald, Reyes-Velasco, Franz-Chávez, Morales-Flores, Ahumada-Carrillo, Jones & Boissinot, 2018
- Soort Eleutherodactylus fowleri Schwartz, 1973
- Soort Eleutherodactylus furcyensis Shreve & Williams, 1963
- Soort Eleutherodactylus fuscus Lynn & Dent, 1943
- Soort Eleutherodactylus geitonos Díaz, Incháustegui, Marte, Köhler, Cádiz & Rodríguez, 2018
- Soort Eleutherodactylus glamyrus Estrada & Hedges, 1997
- Soort Eleutherodactylus glandulifer Cochran, 1935
- Soort Eleutherodactylus glanduliferoides Shreve, 1936
- Soort Eleutherodactylus glaphycompus Schwartz, 1973
- Soort Eleutherodactylus glaucoreius Schwartz & Fowler, 1973
- Soort Eleutherodactylus goini Schwartz, 1960
- Soort Eleutherodactylus gossei Dunn, 1926
- Soort Eleutherodactylus grabhami Dunn, 1926
- Soort Eleutherodactylus grahami Schwartz, 1979
- Soort Eleutherodactylus grandis (Dixon, 1957)
- Soort Eleutherodactylus greyi Dunn, 1926
- Soort Eleutherodactylus griphus Crombie, 1986
- Soort Eleutherodactylus grunwaldi Reyes-Velasco, Ahumada-Carrillo, Burkhardt & Devitt, 2015
- Soort Eleutherodactylus gryllus Schmidt, 1920
- Soort Eleutherodactylus guanahacabibes Estrada & Rodriguez, 1985
- Soort Eleutherodactylus guantanamera Hedges, Estrada & Thomas, 1992
- Soort Eleutherodactylus gundlachi Schmidt, 1920
- Soort Eleutherodactylus guttilatus (Cope, 1879)
- Soort Eleutherodactylus haitianus Barbour, 1942
- Soort Eleutherodactylus hedricki Rivero, 1963
- Soort Eleutherodactylus heminota Shreve & Williams, 1963
- Soort Eleutherodactylus hypostenor Schwartz, 1965
- Soort Eleutherodactylus iberia Estrada & Hedges, 1996
- Soort Eleutherodactylus inoptatus (Barbour, 1914)
- Soort Eleutherodactylus intermedius Barbour & Shreve, 1937
- Soort Eleutherodactylus interorbitalis (Langebartel & Shannon, 1956)
- Soort Eleutherodactylus ionthus Schwartz, 1960
- Soort Eleutherodactylus jaliscoensis Grünwald, Reyes-Velasco, Franz-Chávez, Morales-Flores, Ahumada-Carrillo, Jones & Boissinot, 2018
- Soort Eleutherodactylus jamaicensis Barbour, 1910
- Soort Eleutherodactylus jasperi Drewry & Jones, 1976
- Soort Eleutherodactylus jaumei Estrada & Alonso, 1997
- Soort Eleutherodactylus johnstonei Barbour, 1914
- Soort Eleutherodactylus juanariveroi Rios-López & Thomas, 2007
- Soort Eleutherodactylus jugans Cochran, 1937
- Soort Eleutherodactylus junori Dunn, 1926
- Soort Eleutherodactylus karlschmidti Grant, 1931
- Soort Eleutherodactylus klinikowskii Schwartz, 1959
- Soort Eleutherodactylus lamprotes Schwartz, 1973
- Soort Eleutherodactylus leberi Schwartz, 1965
- Soort Eleutherodactylus lentus (Cope, 1862)
- Soort Eleutherodactylus leoncei Shreve & Williams, 1963
- Soort Eleutherodactylus leprus (Cope, 1879)
- Soort Eleutherodactylus ligiae Incháustegui, Díaz & Marte, 2015
- Soort Eleutherodactylus limbatus (Cope, 1862)
- Soort Eleutherodactylus limbensis Lynn, 1958
- Soort Eleutherodactylus locustus Schmidt, 1920
- Soort Eleutherodactylus longipes (Baird, 1859)
- Soort Eleutherodactylus lucioi Schwartz, 1980
- Soort Eleutherodactylus luteolus (Gosse, 1851)
- Soort Eleutherodactylus maculabialis (Grünwald, Reyes-Velasco, Franz-Chávez, Morales-Flores, Ahumada-Carrillo, Rodriguez & Jones, 2021
- Soort Eleutherodactylus maestrensis Díaz, Cádiz & Navarro, 2005
- Soort Eleutherodactylus manantlanensis Grünwald, Reyes-Velasco, Franz-Chávez, Morales-Flores, Ahumada-Carrillo, Jones & Boissinot, 2018
- Soort Eleutherodactylus mariposa Hedges, Estrada & Thomas, 1992
- Soort Eleutherodactylus marnockii (Cope, 1878)
- Soort Eleutherodactylus martinicensis (von Tschudi, 1838)
- Soort Eleutherodactylus maurus Hedges, 1989
- Soort Eleutherodactylus melacara Hedges, Estrada & Thomas, 1992
- Soort Eleutherodactylus melatrigonum Schwartz, 1966
- Soort Eleutherodactylus michaelschmidi Díaz, Cádiz & Navarro, 2007
- Soort Eleutherodactylus minutus Noble, 1923
- Soort Eleutherodactylus modestus (Taylor, 1942)
- Soort Eleutherodactylus monensis (Meerwarth, 1901)
- Soort Eleutherodactylus montanus Schmidt, 1919
- Soort Eleutherodactylus nebulosus  (Taylor, 1943)
- Soort Eleutherodactylus neiba Incháustegui, Díaz & Marte, 2015
- Soort Eleutherodactylus nietoi Grünwald, Reyes-Velasco, Franz-Chávez, Morales-Flores, Ahumada-Carrillo, Jones & Boissinot, 2018
- Soort Eleutherodactylus nitidus (Peters, 1870)
- Soort Eleutherodactylus nortoni Schwartz, 1976
- Soort Eleutherodactylus notidodes Schwartz, 1966
- Soort Eleutherodactylus nubicola Dunn, 1926
- Soort Eleutherodactylus olibrus Schwartz, 1958
- Soort Eleutherodactylus orarius (Dixon, 1957)
- Soort Eleutherodactylus orcutti Dunn, 1928
- Soort Eleutherodactylus orientalis (Barbour & Shreve, 1937)
- Soort Eleutherodactylus oxyrhyncus (A.M.C. Duméril & Bibron, 1841)
- Soort Eleutherodactylus pallidus (Duellman, 1958)
- Soort Eleutherodactylus pantoni Dunn, 1926
- Soort Eleutherodactylus parabates Schwartz, 1964
- Soort Eleutherodactylus paralius Schwartz, 1976
- Soort Eleutherodactylus parapelates Hedges & Thomas, 1987
- Soort Eleutherodactylus patriciae Schwartz, 1965
- Soort Eleutherodactylus paulsoni Schwartz, 1964
- Soort Eleutherodactylus pentasyringos Schwartz & Fowler, 1973
- Soort Eleutherodactylus petersi  (Duellman, 1954)
- Soort Eleutherodactylus pezopetrus Schwartz, 1960
- Soort Eleutherodactylus pictissimus Cochran, 1935
- Soort Eleutherodactylus pinarensis Dunn, 1926
- Soort Eleutherodactylus pinchoni Schwartz, 1967
- Soort Eleutherodactylus pipilans (Taylor, 1940)
- Soort Eleutherodactylus pituinus Schwartz, 1965
- Soort Eleutherodactylus planirostris (Cope, 1862)
- Soort Eleutherodactylus poolei Cochran, 1938
- Soort Eleutherodactylus potosiensis Hernández-Austria, García-Vázquez, Grünwald & Parra-Olea, 2022
- Soort Eleutherodactylus portoricensis Schmidt, 1927
- Soort Eleutherodactylus principalis Estrada & Hedges, 1997
- Soort Eleutherodactylus probolaeus Schwartz, 1965
- Soort Eleutherodactylus rhodesi Schwartz, 1980
- Soort Eleutherodactylus richmondi Stejneger, 1904
- Soort Eleutherodactylus ricordii (A.M.C. Duméril & Bibron, 1841)
- Soort Eleutherodactylus riparius Estrada & Hedges, 1998
- Soort Eleutherodactylus rivularis Díaz, Estrada & Hedges, 2001
- Soort Eleutherodactylus rogersi Goin, 1955
- Soort Eleutherodactylus ronaldi Schwartz, 1960
- Soort Eleutherodactylus rubrimaculatus (Taylor & Smith, 1945)
- Soort Eleutherodactylus rucillensis Cochran, 1939
- Soort Eleutherodactylus rufescens (Duellman & Dixon, 1959)
- Soort Eleutherodactylus rufifemoralis Noble & Hassler, 1933
- Soort Eleutherodactylus ruthae Noble, 1923
- Soort Eleutherodactylus saxatilis (Webb, 1962)
- Soort Eleutherodactylus schmidti Noble, 1923
- Soort Eleutherodactylus schwartzi Thomas, 1966
- Soort Eleutherodactylus sciagraphus Schwartz, 1973
- Soort Eleutherodactylus semipalmatus Shreve, 1936
- Soort Eleutherodactylus simulans Díaz & Fong, 2001
- Soort Eleutherodactylus sisyphodemus Crombie, 1977
- Soort Eleutherodactylus sommeri Schwartz, 1977
- Soort Eleutherodactylus staurometopon Schwartz, 1960
- Soort Eleutherodactylus symingtoni Schwartz, 1957
- Soort Eleutherodactylus syristes (Hoyt, 1965)
- Soort Eleutherodactylus teretistes (Duellman, 1958)
- Soort Eleutherodactylus tetajulia Estrada & Hedges, 1996
- Soort Eleutherodactylus thomasi Schwartz, 1959
- Soort Eleutherodactylus thorectes Hedges, 1988
- Soort Eleutherodactylus toa Estrada & Hedges, 1991
- Soort Eleutherodactylus tonyi Estrada & Hedges, 1997
- Soort Eleutherodactylus turquinensis Barbour & Shreve, 1937
- Soort Eleutherodactylus tychathrous Schwartz, 1965
- Soort Eleutherodactylus unicolor Stejneger, 1904
- Soort Eleutherodactylus varians (Gundlach & Peters, 1864)
- Soort Eleutherodactylus varleyi Dunn, 1925
- Soort Eleutherodactylus ventrilineatus (Shreve, 1936)
- Soort Eleutherodactylus verrucipes (Cope, 1885)
- Soort Eleutherodactylus verruculatus (Peters, 1870)
- Soort Eleutherodactylus warreni Schwartz, 1976
- Soort Eleutherodactylus weinlandi Barbour, 1914
- Soort Eleutherodactylus wetmorei Cochran, 1932
- Soort Eleutherodactylus wightmanae Schmidt, 1920
- Soort Eleutherodactylus wixarika Reyes-Velasco, Ahumada-Carrillo, Burkhardt & Devitt, 2015
- Soort Eleutherodactylus zeus Schwartz, 1958
- Soort Eleutherodactylus zugi Schwartz, 1958

### Taxon inquirendum
- Soort Rana maculata Daudin In Sonnini de Manoncourt and Latreille, 1801[4]

- Soort Cystignathus humilis Jiménez de la Espada, 1875[5]